# Lancia Beta (autocarro)
Il Lancia Beta è un modello di autocarro prodotto dalla divisione Lancia Veicoli Industriali, dal 1950 al 1961, nello Stabilimento Lancia di Bolzano.

## Storia
Sul finire degli anni '40, la casa automobilistica Lancia volle avviare il progetto di un autocarro di dimensioni ridotte, da affiancare al più prestante modello Esatau, che si dimostrasse il più possibile versatile e al contempo facile da guidare. Così nel 1950 nacque il Beta, un veicolo da 5 a 6 tonnellate e cabina di guida avanzata. Equipaggiato con un inedito motore Lancia Z10 a benzina, di cilindrata pari a 1908 cm³ e 46 CV potenza, in grado di far raggiungere al mezzo una velocità di 80 Km/h, grazie all'architettura a quattro cilindri verticali disassati.  
Dal punto di vista tecnico venne adottata come soluzione un cambio a 5 rapporti più retromarcia, abbinato ad una frizione monodisco a secco, con guida a destra e plancia comandi semplificata. L’impianto elettrico era 12 Volt e i cerchi ruota da 4,50 E, ideali per una massa a pieno carico di 4000 Kg.
Grazie alle ampie superfici vetrate il mezzo godeva di una buona luce interna, ma l’abitacolo appariva piuttosto spartano e in controtendenza ai tradizionali canoni della casa, che prediligevano pure nel caso dei veicoli industriali, la ricerca di una certa raffinatezza costruttiva e cura dei dettagli, da sempre vanto nella produzione automobilistica Lancia. 
Successivamente, la gamma del Beta venne arricchita, con l'introduzione di nuovi allestimenti e motori. Nel 1953 debuttarono le versioni a gasolio Z50 e Z51, di cilindrata 1960 cm³ 41 CV, per una velocità massima di 72 Km/h, di poco inferiore a quella raggiunta dai propulsori a benzina, che però si dimostravano più assetati e meno prestanti in salita.
La produzione del Beta si concluse nel  1961, dopo circa 2.351 esemplari prodotti, con un design pressoché immutato in undici anni di carriera.
La gran parte degli esemplari finì impiegata come mezzo leggero da cantiere, ma diverse unità adottarono la carrozzeria chiusa furgonata, per il trasporto di pacchi e di merce in generale. Diversi autotelai servirono per allestire autolettighe e minibus.